# San Pedro de la Sede Real de Bailo
La Iglesia de San Pedro de la Sede Real de Bailo, actualmente llamada de San Fructuoso, es un templo católico que se encuentra del Parque Cultural de San Juan de la Peña. La torre campanario de la iglesia, ha sido recogida en el Inventario de Fortificaciones Aragonesas de la Asociación para la Recuperación de los Castillos de Aragón (ARCA), con la identificación J.24.
El templo se localiza la calle de la Iglesia, en el centro de la localidad, a la que se accede por la carretera A-132, que se toma en Puente la Reina de Jaca, un poco antes de cruzar el puente, desde la carretera N-240 que viene de Jaca.

## Historia
Bailo tiene una historia íntimamente ligada a los orígenes del Reino y del Condado de Aragón, en tanto en cuanto Bailo fue una de las tres sedes itinerantes que tenía la corte aragonesa, la cual no tenía sede fija, hasta que Jaca fue elegida por Ramiro I de Aragón como capital y residencia del rey, a principios del siglo XI.
Existe documentación sobre Bailo desde el siglo X, en donde aparece como Bagilo en el año 948. La villa era parte de la dote de la reina Felicia de Roucy, esposa de Sancho Ramírez, y en 1134 fue donada por Ramiro II junto con todas sus pertenencias al monasterio de San Juan de la Peña, quedando vinculada en adelante a este señorío.
La iglesia parroquial se construyó durante el siglo XV y siglo XVI siguiendo las pautas de un estilo gótico tardío, en el que se mezclan elementos característicos del renacimiento.
Las obras continuaron en el interior a lo largo de los siglos XVII y XVIII, durante los cuales el templo se enriqueció con una serie de retablos, que dieron lugar a una importante colección desde el punto de vista artístico.
Durante el siglo XIX al tiempo que se restaura parte de los retablos, se aprovecha para realizar una ampliación del atrio, para realizar un nuevo retablo, el de San Blas para blanquear la iglesia. Desde entonces hasta el siglo XXI no se había realizado mejora alguna en el edificio, lo cual supuso en parte el deterioro del mismo como consecuencia del efecto de la humedad, debida a las goteras existentes y al propio paso del tiempo. Es por ello que en marzo del año 2011 se concluyó un proceso de restauración total del edificio llevado a cabo por parte del Gobierno de Aragón, en el que entre otras cosas se procedió al cambio de todos los tejados y se volvió a enfoscar y repintar el templo con imitación de despiece de sillares, lo cual era típico de los templos renacentistas aragoneses. Esto permite que el edificio esté actualmente en buen estado de conservación, pese a que algunos de los retablos requieren restauración y limpieza.

## Descripción
La Iglesia se sitúa, desde el siglo XVI, en el mismo lugar donde antaño se encontraba la residencia y castillo de los reyes de Aragón.
El templo se muestra como un edificio macizo, de fábrica de sillar, presentando unos volúmenes que hacen pensar en un templo interior totalmente diferente al que nos encontramos, caracterizado por su diafanidad, luminosidad y amplitud interior (largo de 27,30 metros y un máximo de 14,70 metros de anchura interior). La puerta de entrada al templo se sitúa en el muro de los pies, y para acceder al mismo hay que atravesar un amplio pórtico que protege la portada, la cual se presenta como, típicamente gótica, y está formada por una serie de arquivoltas apuntadas que descansan sobre finas columnas decoradas en su parte superior con pequeños capiteles. Además la puerta está adintelada, lo cual da lugar a la formación de un  tímpano decorado con motivos vegetales.
Se trata de un templo de planta de cruz latina, de una sola nave longitudinal, larga y ancha, que además cuenta con un amplio crucero, y que se prolonga hacia la cabecera dando lugar a un amplio presbiterio que está rematado en testero recto y con la orientación canónica adecuada, decorado con un retablo mayor renacentista dedicado a San fructuoso. La nave presenta un anexo en el lado del Evangelio, un cuerpo rectangular que podría considerarse como una segunda nave, pero de menor altura que la central.
En el lado de la Epístola del presbiterio se encuentra la sacristía cuyo acceso se hace a través de una sencilla puerta de madera que presenta dintel. También tiene el templo coro alto, situado a los pies del templo, justo encima de la puerta de entrada y sustentado sobre arcos rebajados.
En el punto de encuentro entre la nave, el presbiterio y los brazos del crucero se utilizan como cubiertas bóvedas de crucería con complicados diseños en estrella. Por su parte la nave secundaria se cubre con bóvedas de arista.
El problema de la iluminación interior se resuelve mediante unas ventanas que se abren en los brazos del crucero y otra que se ubica sobre el coro alto.
Los muros interiores están enlucidos en color azul y los paños de las bóvedas están pintados en blanco, decorándose los nervios de las bóvedas también en color azul. Cuando en el año 2011 se procedió a realizar la restauración del edificio, se resolvió enlucir los muros con un despiece de imitación de sillares, lo cual es típico de las iglesias renacentistas aragonesas.
En su interior destaca el capitel “exento” que es utilizado como pila para el agua bendita. este capitel debió pertenecer a la antigua iglesia románica de San Pedro que se ubicaba en este mismo lugar antes de la construcción de la de San Fructuoso.

### La torre campanario
La iglesia presenta una torre campanario, que se ubica a los pies del muro sur. Autores la consideran como el único vestigio del antiguo castillo que servía de residencia real a la corte itinerante aragonesa. La torre fue ampliada en el siglo XIX, añadiéndole más altura a la torre románica originaria. Por sus escasas dimensiones no puede considerarse como la torre principal del recinto fortificado, ni parte de la muralla, puesto que se sitúa en el centro de las edificaciones, pero debió tener alguna funcionalidad de defensa, ya que se pueden observar aspilleras en parte de sus muros, y su fábrica es de sillar bien aparejado al exterior.
Es una torre de planta cuadrada muy sobria, sin decoración exterior perceptible, ni distinción externa de cuerpos, salvo al llegar al remate superior en el que se puede encontrar un reloj. En el que sería el cuerpo anterior al reloj, se ubican las campanas, que se sitúan en cada uno de los lados de la torre, dentro de unos vanos en forma de arco de medio punto, abiertos para ese fin.
Esta torre campanario ha sido incluida en el Inventario de Fortificaciones Aragonesas de la Asociación para la Recuperación de los Castillos de Aragón (ARCA), con la identificación J.24.